# مقاطعة أردكان
مقاطعة أردکان (بالفارسية: شهرستان اردکان) هي مقاطعة تقع في إيران في يزد. يقدر عدد سكانها بـ 66,900 نسمة.